# Модель двойного процесса в совладающем поведении
Модель двойного процесса в совладающем поведении (англ. The Dual Process Model of Coping) — модель, определяющая адаптивное совладание с тяжёлой утратой как процесс возвратно-поступательного движения между гореванием и восстановлением существовавшего до воздействия стресса состояния, избеганием проблемы и её разрешением, между негативной оценкой и позитивной переоценкой.

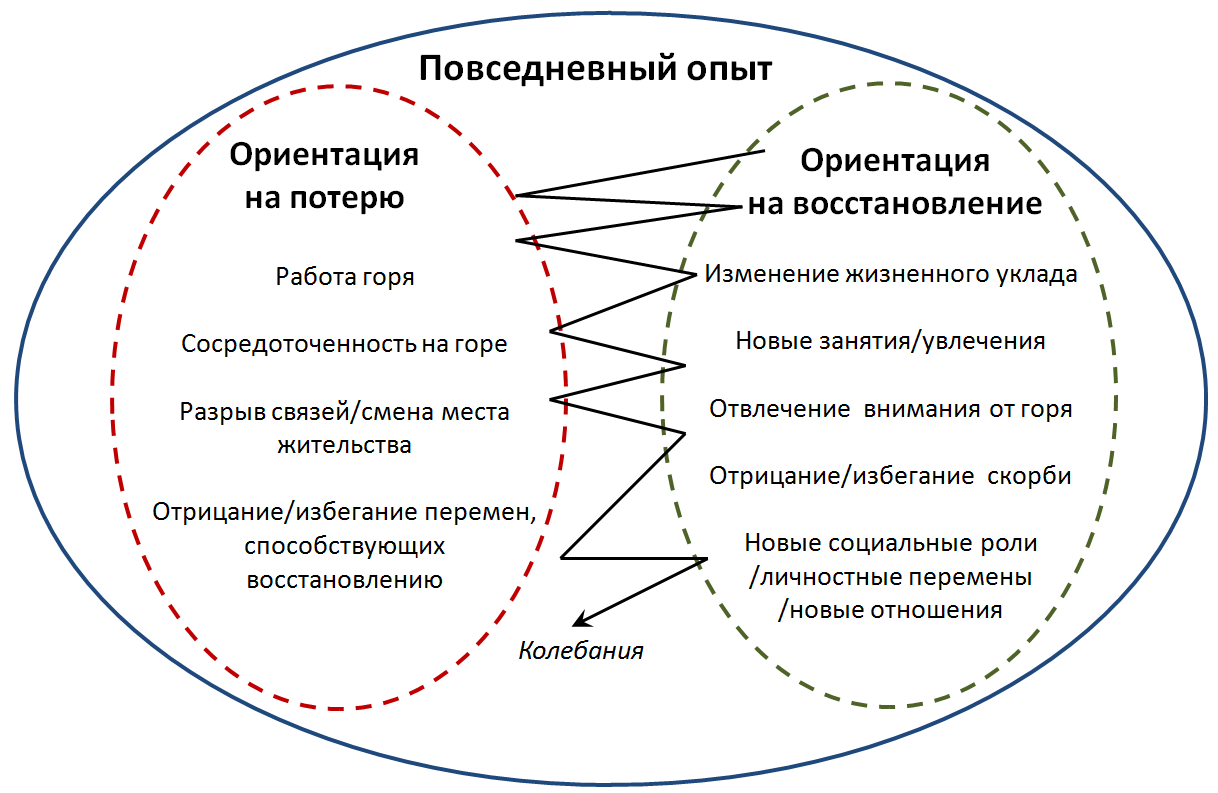
Схема модели (по Stroebe & Schut, 1999)

## История создания
Модель была создана в 1990-е годы исследователями из Утрехтского университета, Нидерланды Маргарет Штребе и Хенком Шат. Необходимость разработки данной модели была связана с неудовлетворенностью рассмотрения совладания со стрессом как «монопроцесса». Одной из причин для пересмотра ранее существовавших моделей также были культурные различия в процессе совладания с горем. Цель при разработке состояла в конструировании такой модели, которая будет лучше описывать процесс совладания и предсказывать адаптацию к стрессовому событию. По замыслу авторов, это позволило бы лучше понимать индивидуальные различия в способах преодоления негативных переживаний, связанных с тяжелым жизненным событием. Если совладание эффективно, то не только страдания, но и психические и физические проблемы со здоровьем, связанные с тяжелой утратой должны быть уменьшены.
В то время, когда разрабатывалась модель двойного процесса совладания со стрессом, существовали также другие объясняющие конструкты: фазовая модель, модель задач. Работа Фрейда «Работа горя» в этом смысле является фундаментальной и лежит в основе их разработки. Рассмотрение понятия работы горя как процесса противостояния реальности подтолкнуло Штребе и Шат к созданию модели двойного процесса, учитывающей сильные и слабые стороны ранее существовавших моделей. Большое внимание авторы уделяли следующим ограничениям:
- Наличие альтернативных способов совладания с тяжёлой утратой;
- Процесс, описанный в фазовой модели, в некоторой степени кажется пассивным: игнорируется тяжелая борьба и процесс скорби;
- Нет признания необходимости «дозировать» горе;
- Не принимаются во внимание преимущества отрицания;
- Понятие работы с горем фокусируется на потере любимого человека, игнорируя возможность того, что могут быть другие источники стресса, которые возникают косвенно после утраты.

Примечательно, что исследование, проведенное автором, показало, что доказательств эффективной адаптации вследствие работы с горем не было приведено. Совокупность указанных положений привела авторов к выводу о необходимости пересмотра модели работы с горем. На начальных этапах основополагающим принципом было понимание, что основная стратегия совладания с факторами стресса относится к регулированию эмоций или к конфронтации в противовес избеганию (главный аспект преодоления в теории когнитивного стресса Р.Лазаруса). Позже модель была расширена включением в дальнейший анализ типов когнитивной обработки. Колебание между положительным и отрицательным аффектом / (пере)оценкой понимается как компонент совладающего поведения, ориентированного как на потери, так и на восстановление. Устойчивый негативный эффект усиливает горе, но работа с ним, включая размышления, стала считаться важной для того, чтобы смириться с потерей. Дальнейшие исследования, о которых авторы заявили в статье 2010 года, были направлены на получение более детального описания типов когниций, связанных с процессами ориентации на потери и восстановления.
Первоначально модель разработана для понимания того, как справляться с утратой ушедшего из жизни человека, но также применима к другим типам утраты и травматическим ситуациям. Составные части модели: ассоциированные с ситуацией тяжелой утраты стрессоры, когнитивные стратегии, включенные в принятие жизненного события, и динамический процесс колебаний — компонент, отличающий теорию от других.

## Модель двойного процесса
- Ориентация на потери

Процесс, ориентированный на потерю, направлен на то, чтобы справиться с самой потерей, распознать её и принять. В этом процессе человек выражает чувство горя, связанное с утратой. На этом этапе у человека меняется отношение к семье, работе, друзьям, также могут быть демографические и даже экономические изменения. Процесс, ориентированный на потерю, вызывает сильную тоску, раздражительность, отчаяние, тревогу и депрессию. Во время этого процесса люди концентрируются только на той боли, которую вызвала эта потеря. Отрицание того, что они больше не будут разговаривать с умершими, может спровоцировать навязчивое и самодеструктивное поведение. Люди вынуждены стать более автономными.
- Ориентация на восстановление

В процессе, ориентированном на восстановление, потеря любимого человека принимается и вследствие этого исчезает привязанность к умершему. Сюда входит сосредоточение внимания на новых ролях в реальности и новых обязанностях в повседневной жизни. Процесс, ориентированный на восстановление, включает в себя выносливость через реконструкцию перспективы, создаются новые смыслы. Процесс восстановления — это конфронтация, которая позволяет человеку приспособиться к миру без умершего. Люди в ходе данного процесса могут чувствовать субъективные колебания гордости и связанных с горем стрессоров в избегании ментализации. Этот процесс позволяет человеку жить повседневной жизнью. Таким образом, он не настолько поглощен горем, с которым столкнулся. Уильям Уорден называет это четырьмя задачами горя.

## Колебания
Колебанием называется динамический процесс, являющийся основой успешного совладания. Процесс включает в себя чередование двух стадий: ориентация на потери и ориентация на восстановление. Данный когнитивный процесс является регулирующим. Колебания необходимы для оптимального восстановления психического состояния с течением времени, так как подавление отрицательных эмоций требует усилий и приводит к продолжающемуся телесному напряжению. Таким образом, копинг с тяжелой утратой — это сложный регулирующий процесс саморегуляции, сочетающий конфронтацию (как фокусирование на потере) и избегание (как уход от мыслей о потере). Важным постулатом модели является то, что колебания между двумя типами стрессоров необходимы для адаптивного совладания.

## Значимость модели
Стратегии совладающего поведения человека — значимый психический механизм, позволяющий личности находиться в гармонии с окружающей средой и с собственным внутренним миром. Изучению совладающего поведения и его стратегий посвящено значительное количество научных исследований, что подтверждает важность разработки моделей совладающего поведения. Сами авторы отмечают, что в начале XXI века различные исследовательские группы взяли на себя задачу как применить, так и протестировать модель.
Модель двойного процесса в совладающем поведении рассматривается многими российскими авторами. Опираясь на совокупность научных исследований, В. М. Ялтонский в своей статье «Современные теоретические подходы к исследованию совладающего поведения» выделил модель двойного процесса копинга. Основы модели использовались для дальнейшего исследования подростков, находящихся на программном диализе. В исследовании В. М. Ялтонского и Н. А. Сироты выделены следующие ключевые современные направления теоретического осмысления феномена совладания, разработанные зарубежными исследователями и осмысленные отечественными учёными. Среди них:
- Концепция соответствия когнитивной оценки и совладания;
- Модель «Цели и совладание со стрессом»;
- Модель двойного процесса в совладающем поведении;
- Модель опережающего, ориентированного на будущее совладания.

Представленные подходы позволяют уточнить классификацию стратегий совладающего поведения, а также классифицировать факторы, определяющие выбор такой стратегии.
И. М. Шмелев также отмечает, что появление нового направления в психологии — исследование совладающего поведения, привело к формированию в конце XX века пяти новых значимых для направления подходов к изучению аспектов совладающего поведения, среди которых автор также выделил модель двойного процесса в совладающем поведении.

## Критика
Авторы указывают, что модель двойного процесса копинга опирается на уже существующие общие, а также специфические теории утраты. В связи с этим она объединяет основные теоретические подходы: к примеру, теорию когнитивного стресса и теорию привязанности.
Однако Уорден утверждал, что между его моделью задач после пересмотра и моделью Штребе и Шот мало различий, так как задачи практически идентичны указанным факторам стресса. Несмотря на сходство, признаваемое авторами, две модели имеют ряд значимых различий. Таким образом, модель двойного процесса в совладающем поведении является более гибкой, что является фундаментальным для процесса колебаний, она также обеспечивает основу для понимания долгосрочных процессов переживания горя (таких его форм, как отсроченное, хроническое, подавленное).
Ограничением модели является недостаточная теоретико-практическая изученность взаимодействия реакции на стрессовое событие и регуляции психофизиологического состояния до воздействия стресса. К критике модели также относятся положения о том, что она является внутриличностной, однако авторы показали применение модели на примере межличностных процессов совладания: способ скорби человека влияет на способ скорби другого. В 2019 году была проведена независимая проверка модели, по результатам которой исследователи отметили, что модель двойного процесса копинга является реалистичной основой для иллюстрации переживаний тяжелой утраты, поскольку учитывает широкий круг стрессоров, возникающих одновременно, а также использование конфронтации и избегания как составляющих процесса переживания. Была признана практическая ценность модели: она позволяет подбирать наилучший подход для вмешательства в процесс переживания горя человеком. Также отмечались те области, которые нуждаются в уточнении: это, прежде всего, колебательный процесс и повышение эффективности работы ориентации на восстановление. Авторы также отмечают возможность выделения дальнейшего поля для исследований: необходимо уточнение и расширение структуры модели, выявление конкретных когнитивных процессов, сопровождающих процесс совладания, проверка параметров и их предсказательная способность относительно адаптации к ситуации утраты.